# 아산 평촌리 석조약사여래입상
아산 평촌리 석조약사여래입상(牙山 坪村里 石造藥師如來立像)은 대한민국 충청남도 아산시 송악면 평촌리에 있으며 고려 시대에 만들어진 석조 약사여래 입상이다.
대한민국 보물 제536호로, 고려시대의 대표적인 장륙불상(1장 6척)이다. 상체가 짧고 하체가 긴 다소 불균형한 상이지만 얼굴이나 옷주름의 뛰어난 조각 솜씨 때문에 우수한 불상으로 돋보이고 있다. 갸름하고 단아한 얼굴, 맵시 있는 이목구비, 잔잔한 미소 등은 고려시대의 독특한 불상 양식의 특징을 잘 보여준다. 이러한 점은 불상의 체구가 직사각형이면서 평판적이지만 손이나 팔, 어깨와 다리를 서투르게 표현하지 않은 점이나 옷주름의 유려한 솜씨 등 당시의 석불상으로는 드물게 우수한 모습을 표현한 데에서 잘 나타나고 있다.

## 참고자료
- 아산 평촌리 석조약사여래입상 - 국가유산청 국가유산포털